# Jovo Stanojević
Jovo Stanojević (in serbo Јово Станојевић?; Sombor, 27 settembre 1977) è un ex cestista serbo.

## Carriera
Con la Jugoslavia ha disputato i Giochi del Mediterraneo di Bari 1997.

## Palmarès

### Squadra
- YUBA liga: 2

Stella Rossa Belgrado: 1997-98
Partizan Belgrado: 2001-02
- Campionato tedesco: 1

Alba Berlino: 2002-03
- Coppa di Germania: 2

Alba Berlino: 2002, 2006
- Coppa di Polonia: 1

Prokom Sopot: 2008

### Individuale
- Basketball-Bundesliga MVP: 2

Alba Berlino: 2002-03, 2005-06